# Светлое (озеро, Касимовский район)
Светлое — озеро в Рязанской области России. Расположено на севере Касимовского района вблизи от границы с Владимирской областью. Высота над уровнем моря — 134,9 м.

## Физико-географическая характеристика
Озеро имеет карстовое происхождение. Дно озера песчаное, берега пологие, в юго-восточной части озера заболоченные.
В озере и вблизи от него зарегистрированы виды растений и животных, занесенные в красные книги России и Рязанской области: полушник озёрный, пальчатокоренник Траунштейнера, парусник Аполлон, зелёный дятел, шмель Шренка и др.
Решением Рязанского облисполкома «О мероприятиях по усилению охраны диких животных и растений, находящихся под угрозой исчезновения» от 19 января 1977 г. № 16 озеро признано памятником природы.